# هنري ميلز ألدن
هنري ميلز ألدن (بالإنجليزية: Henry Mills Alden)‏ هو باحث في تاريخ العصور الكلاسيكية أمريكي، ولد في 11 نوفمبر 1836 في مونت تابور في الولايات المتحدة، وتوفي في 7 أكتوبر 1919 في نيويورك في الولايات المتحدة.